# Ringwormen
De ringwormen of gelede wormen (Annelida; van het Latijnse annellus "ring") zijn een grote stam van het dierenrijk, waartoe de gesegmenteerde wormen behoren. Er zijn ongeveer 15.000 soorten, waaronder de bekende regenwormen en bloedzuigers. 

## Kenmerken
In lengte variëren ze van minder dan een millimeter tot 3 meter lang.

## Leefwijze
Sommige ringwormen leven als parasiet.

## Verspreiding en leefgebied
Ringwormen komen voornamelijk voor in natte omgevingen; er zijn land-, zoetwater- en in het bijzonder vele zoutwatersoorten. 

## Taxonomie
De Annelida behoren tot de superstam Lophotrochozoa of Spiralia binnen de stamgroep Protostomia van het onderrijk Metazoa. Ook het goudkammetje en de driehoekige kalkkokerworm die langs de Belgische en Nederlandse kust voorkomen, behoren tot deze stam.
De taxonomische indeling van de Annelida is als volgt:
- Geslacht Hicetes Clarke, 1908 †
- Familie Aeolosomatidae Levinsen, 1884
- Familie Diurodrilidae Kristensen & Niilonen, 1982
- Familie Lobatocerebridae Rieger, 1980
- Familie Potamodrilidae Bunke, 1967
- Order Myzostomida
- Klasse Machaeridia †
- Klasse Polychaeta (Borstelwormen)
- Klasse Clitellata
  - Onderklasse Oligochaeta (hiertoe behoren de regenwormen)
  - Onderklasse Acanthobdellida
  - Onderklasse Branchiobdellida
  - Onderklasse Hirudinea (Bloedzuigers)